# Broome International Airport
Broome International Airport is een regionale luchthaven in het noordwesten van West-Australië, nabij de plaats Broome. De luchthaven stelt zichzelf voor als de "poort tot Kimberley".

## Geschiedenis
De historiek van de luchthaven gaat terug tot de jaren 1920, toen er een eenvoudige landingsstrip werd aangelegd in de buurt van het huidige vliegveld. Rond 1935 werd een langere landingsbaan aangelegd op de plaats van de huidige. De luchthaven bestond toen uitsluitend uit de landingsbaan en een eenvoudige loods.
In de Tweede Wereldoorlog werd het vliegveld gebruikt als tussenstop voor diverse oorlogsvliegtuigen. Na de aanval op Broome waarin  Japanse jachtvliegtuigen op 3 maart 1942 vliegboten in de baai van Broome aanvielen, was de vrees voor een Japanse invasie zo groot dat het bevel werd gegeven om de landingsbaan te vernielen. Maar dat werd uiteindelijk niet uitgevoerd. Broome raakte echter vrijwel verlaten en pas na de oorlog kwamen er weer parelvissers terug naar de regio. De parelkweek bracht welvaart en nieuwe bewoners naar de regio en ook het toerisme groeide.  De luchthaven werd dan ook in de volgende jaren verder uitgebreid. In 1991 werd ze geprivatiseerd en in 1992 kreeg ze de internationale status.
In november 2008 werd een heliport in gebruik genomen, om tegemoet te komen aan de behoefte van de offshore olie- en gasoperaties in het Browse Basin ten noorden van Broome.

## Gebruikers
Anno 2013 voeren Qantas en Qantaslink, Airnorth, Skywest Airlines en Virgin Australia lijnvluchten uit op Broome. Er zijn geen rechtstreekse internationale lijnvluchten van of naar Broome, hoewel een verbinding met Singapore tot de toekomstige mogelijkheden behoort.